# Porsche Tennis Grand Prix 1993
Il Porsche Tennis Grand Prix 1993 è stato un torneo femminile di tennis giocato sul cemento indoor. È stata la 16ª edizione del Porsche Tennis Grand Prix, che fa parte della categoria Tier II nell'ambito del WTA Tour 1993.
Si è giocato nel Filderstadt Tennis Club di Filderstadt in Germania, dall'11 al 17 ottobre 1993.

## Campionesse

### Singolare
Mary Pierce ha battuto in finale  Nataša Zvereva con il punteggio di 6–3, 6–3

### Doppio
Gigi Fernández /  Nataša Zvereva hanno battuto in finale  Patty Fendick /  Martina Navrátilová con il punteggio di 7–6(6), 6–4